# Parlamento do Senegal
O Parlamento do Senegal (em francês:  Parlement du Sénégal) é o país bicameral parlamento nacional. Foi unicameral antes de 1999 e de 2001 a 2007; entre 1999 e 2001 e desde o maio de 2007, ao contrário unicameral a Assembleia Nacional do Senegal foi só a câmara baixa do parlamento, eleito indiretamente com o Senado do Senegal sendo a casa superior.
Em 30 de julho de 2017, ocorreram eleições legislativas para renovar o parlamento senegalês. Destacou-se a candidatura do ex-presidente Abdoulaye Wade, aos 91 anos, encabeçando a lista da coalizão Wattu Senegal. Entretanto, a vencedora foi a coalizão governista Benno Bokk Yaakaar, que obteve 125 das 165 cadeiras da Assembleia Nacional. As vagas foram disputadas por 47 de partidos ou coligações.